# Consorci de la Costa Brava
El Consorci de la Costa Brava és una entitat local supramunicipal creada l'any 1971 amb personalitat jurídica pròpia i format per la Diputació de Girona i els 27 ajuntaments del litoral gironí.
L'objectiu fundacional principal del Consorci va ser donar resposta a l'aleshores incipient problemàtica de la gestió dels recursos hidràulics de la zona i a la preservació de la qualitat de les aigües, especialment les de bany, atesa la creixent importància del turisme com a principal activitat econòmica de la zona. El funcionament del Consorci es regula pels seus estatuts i, subsidiàriament, per tota la legislació referida a les corporacions locals. Els seus objectius principals fan sempre referència al cicle de l'aigua, tant per a l'abastament en alta com per al sanejament. Per aquest motiu, promou estudis, redacta projectes, executa obres i gestiona instal·lacions en l'àmbit territorial dels municipis del litoral gironí, activitats que es realitzen per delegació de les entitats locals corporatives.
Va rebre una distinció als Premis de l'Aigua 2014.